# Gertrud Scholtz-Klink

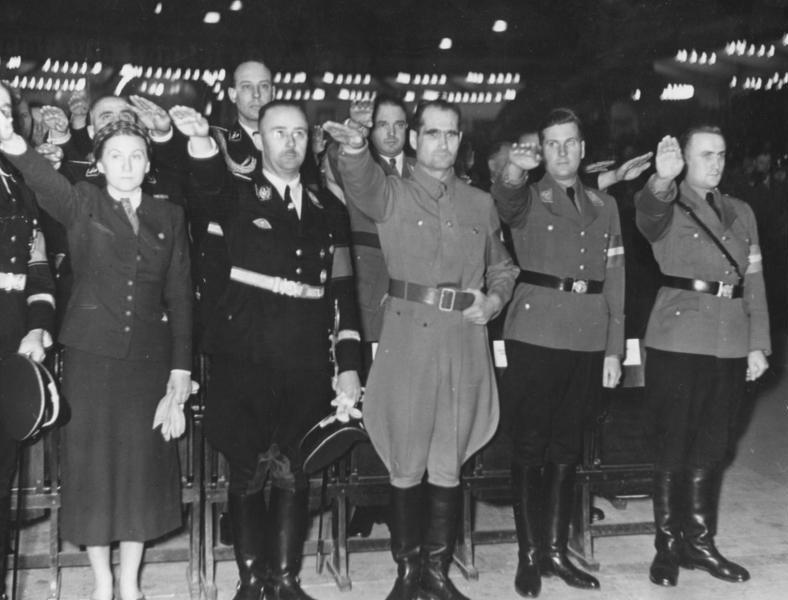
Scholtz-Klink, no canto esquerdo, numa reunião com vários dignatários nazistas proeminentes, como Heinrich Himmler, Rudolf Hess, Baldur von Schirach e Artur Axmann.

Gertrud Emma Scholtz-Klink, nascida Treusch, mais tarde conhecida como Maria Stuckebrock (9 de fevereiro de 1902 – 24 de março de 1999), foi uma ativista conservadora filiada ao Partido Nazista da Alemanha e líder da Liga das Mulheres Nacional-Socialistas (NS-Frauenschaft).
Nascida em 1902, em Adelsheim, atualmente localizado no estado de Baden-Württemberg, ela se casou com um trabalhador de fábrica aos dezoito anos e teve seis filhos com ele antes do seu marido morrer, em 1930. Scholtz-Klink se filiou ao Partido Nazista e em 1929 já era líder da seção de mulheres em Baden. Em 1932, se casou com Günther Scholtz, um médico, mas se divorciou seis anos depois. Quando Adolf Hitler subiu ao poder na Alemanha, em 1933, ele apontou Scholtz-Klink como "Führerin das Mulheres do Reich" e chefe da NS-Frauenschaft. Ela era uma boa oradora e sua principal tarefa era promover a ideia de "superioridade masculina", a alegria do trabalho doméstico e a importância de ter filhos. Em um discurso, Gertrud afirmou: "a missão da mulher é ministrar na casa e em sua profissão às necessidades da vida, do primeiro ao último momento da existência, do homem."
Ficou conhecida na década de 1930 por defender o patriarcado familiar e a posição da mulher como uma cidadã de segunda classe na sociedade, submissa ao homem, afastada da política e devotada a preservação do núcleo familiar tradicional, em acordo com as visões nazistas sobre o assunto. Durante a Segunda Guerra Mundial, se casou com August Heissmeyer (seu terceiro marido e notório criminoso nazista) e chegou a visitar vários campos de concentração.
Após a guerra, Scholtz-Klink foi presa e sentenciada a dezoito meses de prisão. Em 1950, sua prisão foi expandida em trinta meses, após sua relação com o nazismo ser mais explorada. Além disso, foi imposta a ela uma multa e foi então banida de atividades políticas, sindicais, de jornalismo ou como professora por dez anos. Quando foi solta da cadeia, em 1953, Scholtz-Klink se assentou em Bebenhausen, um distrito nas cercanias de Tübingen. Em 1978, ela escreveu um livro, Die Frau im Dritten Reich ("A Mulher no Terceiro Reich"), onde expressou ainda apoiar ideais nazistas. Em 1980, em uma entrevista para a historiadora Claudia Koonz, voltou a defender seu legado e o nacional-socialismo.
Ela faleceu em março de 1999, aos 97 anos de idade, em Bebenhausen, no sul da Alemanha.